# Karenkonia taiwana
Karenkonia taiwana är en fjärilsart som beskrevs av Matsumura 1932. Karenkonia taiwana ingår i släktet Karenkonia och familjen ädelspinnare. Inga underarter finns listade i Catalogue of Life.